# Libby Lane

Libby Lane

Elizabeth Jane Holden "Libby" Lane (n. 1966 la Glossop) este un episcop a Bisericii Anglicane.
Este prima femeie care deține o astfel de funcție și aceasta după ce Sinodul General al acestei biserici a adoptat hotărârea de a permite și femeilor să acceadă la această funcție.
Consacrarea sa a avut loc la 26 ianuarie 2015 la catedrala York Minster.